# بوژیدار آلیچ
بوژیدار آلیچ (کرواتی: Božidar Alić؛ ۲۴ دسامبر ۱۹۵۴ – ۳ مارس ۲۰۲۰) بازیگر اهل کرواسی بود. وی بین سال‌های ۱۹۷۷ تا ۲۰۲۰ میلادی فعالیت می‌کرد.